# نوربرت بلوم
نوربرت بلوم (بالألمانية: Norbert Blüm )‏ (و. 1935 – م) هو سياسي، وأستاذ جامعي، من ألمانيا، ولد في روسلزهايم، هو عضوٌ في الاتحاد الديمقراطي المسيحيشارك في الانتخابات الرئاسية الألمانية 1999 ‏.

## مناصب
تولى منصب عضو في البوندستاغ الألماني، وعضو في برلمان برلين ‏.

## التعليم
تعلم في جامعة بون.

## مناصب وهيئات
أدار الجامعة التقنية الراينية الفستفالية.

## جوائز
حصل على جوائز منها:
- وسام منع الإساءة للحيوانات [الإنجليزية]‏
- الصليب الأكبر من وسام استحقاق جمهورية ألمانيا الاتحادية.

## وصلات خارجية
- نوربرت بلوم على موقع IMDb (الإنجليزية)
- نوربرت بلوم على موقع مونزينجر (الألمانية)
- نوربرت بلوم على موقع ميوزك برينز (الإنجليزية)
- نوربرت بلوم على موقع ديسكوغز (الإنجليزية)
- نوربرت بلوم على موقع كينوبويسك (الروسية)